# Josef Král (lékař)
Josef Král (16. listopadu 1808 Budyně nad Ohří – 16. ledna 1884 Rakovník) byl český a rakouský lékař a politik, během revolučního roku 1848 poslanec Říšského sněmu, později starosta Rakovníku a poslanec Českého zemského sněmu.

## Biografie
Působil jako praktický lékař v Rakovníku. Byl autorem spisu Conspectus morborum in clinico medico Pragensi. Napsal spis Dissertatio inauguralis medica, sistens conspectum morborum in clinico medico Pragensi primo semestri anni scholastici 1832/33 tractatorum. Přes čtyřicet let vykonával funkci městského lékaře. Zajímal se též o filozofii, chemii, fyziku a matematiku.
Během revolučního roku 1848 se zapojil do politiky. Ve volbách roku 1848 byl zvolen na ústavodárný Říšský sněm. Zastupoval volební obvod Rakovník. Uvádí se jako doktor medicíny. Patřil ke sněmovnímu bloku pravice, do kterého náležel český politický tábor, Národní strana (staročeši). Společně se svým přítelem a spolupracovníkem Aloisem Pravoslavem Trojanem se podílel na nastavení parametrů vznikajících místních a okresních samosprávných orgánů.
Sám byl v prvních komunálních volbách roku 1850 zvolen do rakovnického obecního zastupitelstva. Po obnovení ústavního systému vlády se hned v roce 1861 stal starostou Rakovníka. Ve funkci setrval do roku 1864. V čele města se zasadil o sanaci městského rozpočtu a výstavbu silnice na Prahu (díky intervenci A. P. Trojana). Hlavní škola byla za jeho starostování rozdělena na chlapeckou a dívčí, reformou prošla i místní reálka, která byla spolu s libereckou prvním takovým ústavem v Čechách.
Od roku 1865 do roku 1868 působil jako okresní starosta v Rakovníku. Pak se kvůli zhoršenému zdraví vzdal další kandidatury.
Počátkem 60. let 19. století se rovněž zapojil do zemské a celostátní politiky. V zemských volbách v Čechách v roce 1861 byl zvolen v kurii venkovských obcí (obvod Rokycany, Blovice) do Českého zemského sněmu. Do voleb šel jako oficiální český kandidát, tedy s podporou českého volebního výboru (Národní strana). Uvádí se jako med. dr. Josef Král v Rokycanech, bývalý poslanec na sněmu říšském.
Krátce byl pak rovněž poslancem Říšské rady (celostátní zákonodárný sbor), kam ho vyslal zemský sněm roku 1864 během III. zasedání Říšské rady (tehdy ještě Říšská rada nevolena přímo, ale tvořena delegáty jednotlivých zemských sněmů). Zastupoval tu kurii venkovských obcí, obvod Plzeň. Z politických důvodů se nedostavil do sněmovny, přičemž dopis v tomto smyslu byl na schůzi 5. prosince 1864 vyhodnocen jako rezignace na mandát. Byl vypsány nové doplňovací volby, ale v nich byl opět zvolen. Uvádí se jako doktor lékařství.
Koncem 70. let 19. století onemocněl duševní chorobou. Pak se zotavil, ale fyzicky chřadnul. Opustil veřejný i národní život. V roce 1882 mu zemřela manželka. Byl bezdětný a žil o samotě u své neteře. Zemřel 16. ledna 1884 v Rakovníku. Pohřben zde byl následující sobotu. Zůstala po něm rozsáhlá usedlost v Lubné s dvěma lány s 200 korců osevní plochy.